# Nefretete, królowa Nilu
 Nefretete, królowa Nilu (wł. Nefertiti, regina del Nilo) – włoski dramat historyczny z 1961 roku w reżyserii Fernanda Cerchio.

## Obsada
- Jeanne Crain - Tenet/Nefretete
- Vincent Price - Benakon
- Edmund Purdom - Tumos
- Amedeo Nazzari - Amenhotep IV
- Liana Orfei - Merith
- Carlo D'Angelo - Seper
- Raf Baldassarre - Mareb
- Alberto Farnese - Dakim
- Clelia Matania[1]

## Produkcja
Zdjęcia kręcono nad jeziorem Lago di Fogliano (prowincja Latina).